# Kiki Sukezane

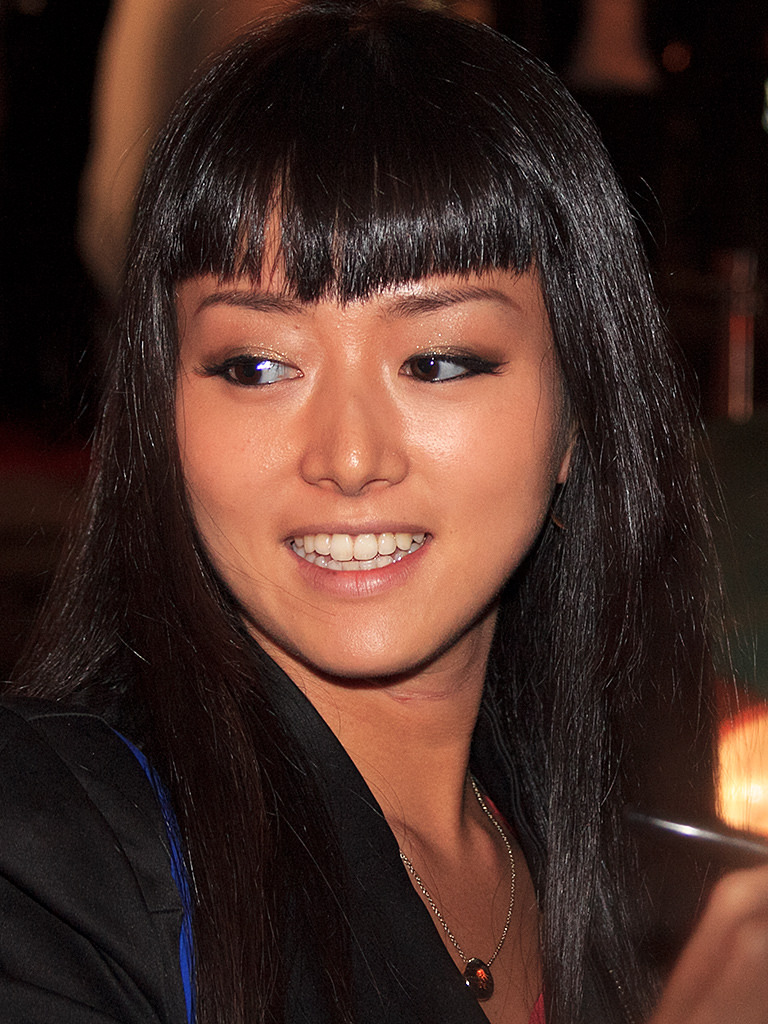
Kiki Sukezane auf dem Toronto International Film Festival 2015

Kiki Sukezane (jap. 祐真 キキ Sukezane Kiki, * 5. April 1989 in Kyōto, Präfektur Kyōto) ist eine japanische Schauspielerin und Kampfkünstlerin.

## Leben und Karriere
Kiki Sukezane stammt aus Kyōto in Japan. Sie ist Nachfahrin von Samurai. Nach dem Abschluss der weiterführenden Schule übernahm sie zunächst verschiedene Teilzeitjobs und reiste als Entwicklungshelferin nach Tansania. Nach ihrer Rückkehr nach Japan nahm sie in Tokio ein zweijähriges Schauspielstudium auf. Danach verzog sie nach Los Angeles in die Vereinigten Staaten, wo sie erstmals als Schülerin über ein Schüleraustauschprogramm in South Dakota, vorübergehend lebte und die Englische Sprache lernte.
2012 übernahm sie im Film Death Yankee 2 ihre erste Schauspielrolle. Auch in der Fortsetzung, welche ein Jahr später veröffentlicht wurde, war sie zu sehen. Ebenfalls 2013 übernahm sie als Nuko eine wiederkehrende Rolle in der Serie The Yokai King, welche sie bis 2014 spielte. Ein Jahr später übernahm sie die Rolle der Miko Otomo in Heroes Reborn. Sie lebte bereits in Los Angeles und war Teil des Samurai Swording-Fightclubs in Santa Monica. Da explizit nach einer Schauspielerin mit Schwertkampferfahrung gesucht wurde, wurde sie über Verbindungen zum Besetzungsteam der Serie für die Rolle gecastet.
2017 folgte eine Nebenrolle in der Miniserie Code Name Mirage. Mit ihren Rollen aus dem Jahr 2018 gelang es ihr ihren Bekanntheitsgrad auf ein größeres Publikum auszuweiten. So war sie als Aiko Watanabe in einer Nebenrolle in der Netflix-Serie Lost in Space – Verschollen zwischen fremden Welten zu sehen und übernahm in der zweiten Staffel der HBO-Serie Westworld die Rolle der Sakura. 2019 übernahm sie in der zweiten Staffel der Anthologie-Serie The Terror die Rolle der Yuko Tanabe.

## Filmografie (Auswahl)
- 2012: Death Yankee 2
- 2013: Gutsy Frog (Fernsehfilm)
- 2013: Death Yankee 3
- 2013–2014: The Yokai King (Fernsehserie, 13 Episoden)
- 2015–2016: Heroes Reborn (Mini-Serie, 13 Episoden)
- 2016: Dango Samurai (Fernsehserie, eine Episode)
- 2016: Toshi no se hen'ai Drama (Mini-Serie, Episode 1x01)
- 2017: The Adventures of Hooligan Squad in World War III (Fernsehfilm)
- 2017: Code Name Mirage (Mini-Serie, 25 Episoden)
- 2018: Lost in Space – Verschollen zwischen fremden Welten (Lost in Space, Fernsehserie, 5 Episoden)
- 2018: Westworld (Fernsehserie, 2 Episoden)
- 2019: Wo die Erde bebt (Earthquake Bird)
- 2019: The Terror (Fernsehserie, 10 Episoden)
- 2021: Bashira